# Shin-Marunouchi Building
El Shin Marunouchi Building (新丸の内ビルディング Shin Marunouchi Birudingu?,  Nuevo Edificio Marunouchi) es el rascacielos más alto del barrio de Chiyoda de Tokio, Japón. El edificio se completó el 19 de abril de 2007 y abrió al público el 27 de abril de 2007. A menudo se le denomina "Shin Maru Biru" para abreviar.

## Descripción
El anterior Shin Marunouchi Building (新丸ノ内ビルヂング Shin Marunouchi Birujingu?), que tenía ocho plantas, se construyó en 1952. La construcción del edificio actual comenzó el 15 de marzo de 2005. Fue uno de los complejos de oficinas del Marunouchi Manhattan Plan, un proyecto de recalificación de la zona de Marunouchi, que siguió al Marunouchi OAZO y al Tokyo Building TOKIA. El edificio fue diseñado por Hopkins Architects de Londres.
Contiene oficinas y un total de 153 tiendas. El coste total de la construcción fue de unos 90 000 millones de yenes, y fue construido por la Corporación Takenaka. Fue diseñado por el arquitecto británico Sir Michael Hopkins, que ganó el Premio Especial del Civic Trust Award for Sustainability en 2002.
El sótano lo conecta a la Estación de Tokio, así como a otros edificios cercanos.